# Бьянкуччи, Паоло
Паоло Бьянкуччи (итал. Paolo Biancucci; 1583, Лукка, Тоскана — 1653, Лукка, Тоскана) — итальянский художник эпохи барокко.

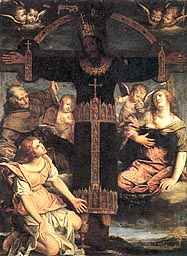
Паоло Бьянкуччи. Спас Нерукотворный с Сан-Бернардино, Магдалиной и ангелами, 1640—1650 гг.

Учился искусству живописи под руководством Гвидо Рени, манере которого следовал всю жизнь. Некоторое время творил в Болонье и Флоренции. Его постоянным творческим соперником в Лукке был художник Пьетро Паолини (1603—1681).
Автор картин на сакральные и мифологические сюжеты. Выполнил ряд полотен для церкви Воздвижения святого креста в Лукке.